# Lista över vattendrag i Grekland
Detta är en lista över vattendrag i Grekland.

## Biflöden

### Adriatiska havet

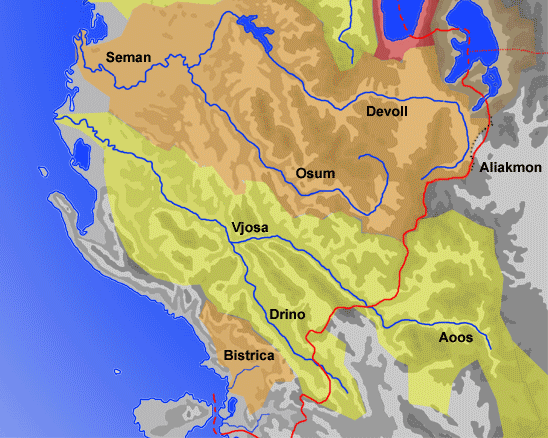
Karta över floden Aoos/Vjosë.

- Aoos/Vjosa (nära Novoselë, Albanien)
  - Drino (i Tepelena, Albanien)
  - Sarantaporos (nära Çarshovë, Albanien)
  - Voidomatis (nära Dimos Konitsa)

### Joniska havet
Vattendragen i detta avsnitt är sorterade från norr (albanska gränsen) till söder (Kap Malea).
Epirus & Centrala Grekland
- Pavla/Pavllë (nära Vrinë, Albanien)

Alfios och vattendrag i Peloponnesos. Etiketter på tyska.

- Thyamis (nära Igoumenitsa)
  - Tyria (nära Vrosina)
- Acheron (nära Parga)
- Louros (nära Preveza)
- Arachthos (i Kommeno)
- Acheloos (nära Astakos)
  - Megdovas (nära Fragkista)
  - Agrafiotis (nära Fragkista)
  - Granitsiotis (nära Granitsa)
- Evinos (nära Messolonghi)
- Mornos (nära Naupaktos)
- Pleistos, nära Kirra

Peloponnesos
- Elissonas (i Dimini)
- Fonissa (nära Xylokastro)
- Zacholitikos (i Derveni)
- Krios (i Aigeira)
- Krathis (nära Akrata)
- Vouraikos (nära Diakopto)
- Selinountas (nära Aigio)
- Volinaios (i Psathopyrgos)
- Charadros (i Patras)
- Glafkos (i Patras)
- Peiros (i Dymi)
  - Tytheus (i Olenia)
- Larissos (nära Araxos)
- Potamós Pineiós (nära Gastouni)
- Alfeios (nära Pyrgos)
  - Erymanthos (nära Tripotamia)
  - Ladon (nära Tripotamia)
    - Aroanios (nära Filia)

  - Lousios (nära Gortyna)
  - Elissonas (nära Megalopoli)
- Neda (nära Giannitsochori)
- Peristeri (i Kalo Nero)
- Pamisos (nära Messene)
- Nedonas (i Kalamata)
- Eurotas (i Elos)
  - Oenus (i Dimos Sparti)

### Egeiska havet
Vattendragen i detta avsnitt är sorterade från söder (Kap Malea) till nordost (turkiska gränsen).
Peloponnesos
- Inachos (i Nea Kios)

Centrala Grekland
- Kefissos (i Aten)
  - Eridanos
- Ilisos, Aten
- Asopos (i Skala Oropou)
- Spercheios (nära Lamia)
  - Gorgopotamos (nära Lamia)

Thessalien
- Peneios (i Stomio)
  - Titarisios (i Ampelonas)
    - Sarantaporos (i Milea)

  - Enipeas (i Dimos Farkadona)
  - Portaikos, Trikala
- Anavros, Volos
- Krausidonas, Volos

Macedonien
- Aliakmonas (i Methoni)
  - Loudias
- Axios/Vardar (nära Thessaloniki)
- Gallikos (nära Thessaloniki)
- Strymonas/Struma (i Amfipolis)
  - Angitis (nära Tragilos)
- Nestos/Mesta (nära Keramoti)
  - Despatis/Dospat (nära Sidironero)

Thrakien
- Evros/Maritsa (nära Alexandroupolis)
  - Erythropotamos/Luda reka (nära Didymóteicho)
  - Ardas/Arda (nära Edirne, Turkiet)
- Vosvozis, Ismaridasjö
- Kompsatos, Vistonidasjön
- Kosynthos, Vistonidasjön

## Ingen utflöde i havet
- Kefissos till Ylikisjön, Beotien
  - Kanianitis (i Lilaia)
- Olvios ut på Feneos-slätten, (Korint)

## Forntida floder och bäckar
- Ammites (bäck; töms i Bolbesjön)
- Bisaltes
- Elpeus
- Erasinos (töms i moderna Petaliesviken)
- Erechios (bäck; töms i Strymoniska viken)
- Olynthiakos (bäck; töms i Bolbesjön)
- Rhoedias (töms i Thermaiska viken)